# No Air
«No Air» —en español: ‘Sin aire’— es el título de la canción de la cantante norteamericana Jordin Sparks. La canción fue escrita por James Fauntleroy II, Eric Griggs, Michael Scala, Harvey Mason, Jr., Damon Thomas y Steve Russell, y cuenta con la colaboración en las voces, del rapero estadounidense Chris Brown. Fue lanzado en los Estados Unidos, el 4 de marzo de 2008, siendo el segundo sencillo de su álbum debut homónimo. Esta canción fue nominada a los Premios Grammy en 2009, en la categoría "Mejor colaboración vocal de pop".

## Video musical
El video musical de la canción fue dirigido por Chris Robinson y filmado en la ciudad de Nueva York, en enero de 2008.
Además recibió una nominación a los premios MTV Video Music Awards en la edición del año 2008, en la categoría "Mejor Video Femenino".

## Lista de canciones
| Estados Unidos – Descarga digital 1. "No Air" (con Chris Brown) - 4:24 2. "Tattoo" (Acoustic) - 3:47 Alemania – Descarga digital 1. "No Air" (con Chris Brown) - 4:24 2. "Save Me" - 3:38 | Australia – digital EP 1. "No Air" (con Chris Brown) - 4:24 2. "Save Me" - 3:38 3. "No Air" (con Chris Brown (Tiësto Remix) - 7:40 |

## Posiciones y certificaciones
| Listas (2008)                          | Mejor posición |
| -------------------------------------- | -------------- |
| Alemania (Offizielle Deutsche Charts)  | 10             |
| Australia (ARIA)                       | 1              |
| Austria (Ö3 Austria Top 40)            | 8              |
| Bélgica (Flandes) (Ultratop 50)        | 19             |
| Canadá (Canadian Hot 100)              | 3              |
| Dinamarca (Tracklisten)                | 6              |
| Estados Unidos (Billboard Hot 100)     | 3              |
| Estados Unidos (Adult Top 40)          | 12             |
| Estados Unidos (Hot R&B/Hip-Hop Songs) | 4              |
| Estados Unidos (Mainstream Top 40)     | 2              |
| European Hot 100                       | 3              |
| Finlandia (OFC)                        | 6              |
| Irlanda (IRMA)                         | 2              |
| Japón (Japan Hot 100)                  | 51             |
| Nueva Zelanda (Recorded Music NZ)      | 1              |
| Noruega (VG-lista)                     | 7              |
| Países Bajos (Dutch Top 40)            | 9              |
| Reino Unido (UK Singles Chart)         | 3              |
| Suecia (Sverigetopplistan)             | 10             |
| Suiza (Schweizer Hitparade)            | 8              |

| País           | Lista (2008)              | Posición |
| -------------- | ------------------------- | -------- |
| Alemania       | Media Control Charts      | 42       |
| Australia      | Australian Singles Chart  | 8        |
| Australia      | Urban Singles Chart       | 2        |
| Austria        | Austrian Singles Chart    | 36       |
| Estados Unidos | Billboard Hot 100         | 6        |
| Países Bajos   | Dutch Top 40              | 88       |
| Hungría        | Hungarian Singles Chart   | 176      |
| Nueva Zelanda  | New Zealand Singles Chart | 1        |
| Reino Unido    | UK Singles Chart          | 21       |
| Suecia         | Swedish Singles Chart     | 18       |
| Suiza          | Swiss Singles Chart       | 38       |

| País           | Organismo certificador | Certificación |
| -------------- | ---------------------- | ------------- |
| Australia      | ARIA                   | Platino       |
| Dinamarca      | IFPI                   | Oro           |
| Estados Unidos | RIAA                   | Platino       |
| Nueva Zelanda  | RIANZ                  | Platino       |
| Suecia         | GLF                    | Oro           |